# Quận Saluda, South Carolina
Quận Saluda là một quận trong tiểu bang South Carolina. Dân số theo điều tra năm 2000 là 19.181 người, ước tính năm 2005 dân số là 18.895 người.  Quận lỵ đóng ở Saluda.6

## Địa lý
Theo Cục điều tra dân số Hoa Kỳ, quận có tổng diện tích 462 dặm Anh vuông (1.196 km²), trong đó, 452 dặm Anh vuông (1.172 km²) là diện tích đất và 9 dặm Anh vuông (24 km²) trong tổng diện tích (2.01%) là diện tích mặt nước.

### Các quận giáp ranh
- Quận Newberry, Nam Carolina - Bắc
- Quận Lexington, Nam Carolina - Đông
- Quận Aiken, Nam Carolina - Nam
- Quận Edgefield, Nam Carolina - Tây nam
- Quận Greenwood, Nam Carolina - Tây bắc

### Các khu bảo tồn quốc gia
- Quận Sumter National Forest (một phần)

## Thông tin nhân khẩu
Theo cuộc điều tra dân số2 tiến hành năm 2000, quận này có dân số 19.181 người, 7.127 hộ, và 5.295 gia đình sinh sống trong quận này. Mật độ dân số là 42 người trên mỗi dặm Anh vuông (16/km²). Đã có 8.543 đơn vị nhà ở với một mật độ bình quân là 19 trên mỗi dặm Anh vuông (7/km²).  Cơ cấu chủng tộc của dân cư sinh sống tại quận này gồm 65,80% người da trắng, 29,99% người da đen hoặc người Mỹ gốc Phi, 0,23% người thổ dân châu Mỹ, 0,04% người gốc châu Á, 0,01% người các đảo Thái Bình Dương, 3,29% từ các chủng tộc khác, và 0,64% từ hai hay nhiều chủng tộc.  7,30% dân số là người Hispanic hoặc người Latin thuộc bất cứ chủng tộc nào.
Có 7,127 hộ trong đó có 31,80% có con cái dưới tuổi 18 sống chung với họ, 54,20% là những cặp kết hôn sinh sống với nhau, 14,50% có một chủ hộ là nữ không có chồng sống cùng, và 25,70% là không gia đình. 22,50% trong tất cả các hộ gồm các cá nhân và 10,40% có người sinh sống một mình và có độ tuổi 65 tuổi hay già hơn.  Quy mô trung bình của hộ là 2,65 còn quy mô trung bình của gia đình là 3,07,
Cơ cấu độ tuổi dân cư quận này như sau 24,90% dưới độ tuổi 18, 9,20% từ 18 đến 24, 27,60% từ 25 đến 44, 23,80% từ 45 đến 64, và 14,50% người có độ tuổi 65 tuổi hay già hơn.  Độ tuổi trung bình là 37 tuổi. Cứ mỗi 100 nữ giới thì có 98,60 nam giới. Cứ mỗi 100 nữ giới có độ tuổi 18 và lớn hơn thì, có 95,30 nam giới.
Thu nhập bình quân của một hộ ở quận này là $35.774, và thu nhập bình quân của một gia đình ở quận này là $41.603, Nam giới có thu nhập bình quân $29.221 so với mức thu nhập $21.395 đối với nữ giới. Thu nhập bình quân đầu người của quận là $16.328, Khoảng 12,00% gia đình và 15,60% dân số sống dưới ngưỡng nghèo, bao gồm 21,40% những người có độ tuổi 18 và 16,30% là những người 65 tuổi hoặc già hơn.

## Thành phố và thị trấn
- Batesburg-Leesville (một phần)
- Ridge Spring
- Saluda
- Ward